# Black Ice
A Black Ice az ausztrál AC/DC együttes tizennyolcadik albuma, amely 2008 októberében, a Columbia Records gondozásában jelent meg. A nagylemez 29 országban került az eladási listák élére már megjelenésének hetében, köztük Ausztráliában, Angliában, az Egyesült Államokban, Németországban és Magyarországon is. 2009 májusára több mint 7 millió példányban kelt el világszerte, és számos országban multi-platina státuszt ért el.
2009-ben a Rock N' Roll Train kislemezt Grammy-díjra jelölték a Best Rock Performance kategóriában. 2010-ben a Black Ice-t a legjobb rock albumnak, míg a lemez War Machine c. dalát a Best Hard Rock Performance kategóriában jelölték Grammy-díjra.

## Története
Az AC/DC már 2006 januárjában elkezdett dolgozni az új dalokon, ám a basszusgitáros Cliff Williams kézsérülése miatt másfél évvel elhalasztották a felvételeket. Időközben az Epic Recordstól a Columbiahoz szerződtek (mindkét lemezkiadó a Sony Music Entertainment része).
Végül 2008 tavaszán vonultak stúdióba. A Brendan O'Brien producer irányításával készült lemez felvétele ugyanúgy a vancouveri The Warehouse Studioban zajlott, mint elődjének, a 2000-es Stiff Upper Lip című albumnak a munkálatai.
A lemez négy, különböző színű borítóval került kiadásra. A vörös színű első változat mellett a sárga és az ezüst színű borítóval megjelent lemez is ugyanazzal a tartalommal bír. Az album deluxe kiadása kék borítóval jelent meg, extraként egy 30 oldalas, fotókkal gazdagon illusztrált cd-füzettel.

## Az album dalai
1. Rock N' Roll Train
2. Skies On Fire
3. Big Jack
4. Anything Goes
5. War Machine
6. Smash 'N' Grab
7. Spoilin' For a Fight
8. Wheels
9. Decibel
10. Stormy May Day
11. She Likes Rock N' Roll
12. Money Made
13. Rock N' Roll Dream
14. Rocking All The Way
15. Black Ice

## Közreműködők
- Brian Johnson – ének
- Angus Young – szólógitár
- Malcolm Young – ritmusgitár
- Cliff Williams – basszusgitár
- Phil Rudd – dob

## Listás helyezések
| Ország             | Listák                    | Legjobb helyezés |
| ------------------ | ------------------------- | ---------------- |
| Argentína          | CAPIF                     | 1                |
| Ausztrália         | ARIA                      | 1                |
| Ausztria           | Music Control Europe      | 1                |
| Belgium (Flanders) | Ultratop                  | 1                |
| Belgium (Wallonia) | Ultratop                  | 1                |
| Kanada             | Nielsen SoundScan         | 1                |
| Csehország         | IFPI                      | 1                |
| Dánia              | IFPI Dánia                | 1                |
| Finnország         | GLF                       | 1                |
| Franciaország      | SNEP / IFOP               | 1                |
| Németország        | IFPI                      | 1                |
| Görögország        | IFPI                      | 1                |
| Magyarország       | Mahasz                    | 1                |
| Írország           | IRMA                      | 1                |
| Olaszország        | FIMI                      | 1                |
| Japán              | Oricon                    | 3                |
| Mexikó             | AMPROFON                  | 3                |
| Hollandia          | MegaCharts                | 3                |
| Új-Zéland          | RIANZ                     | 1                |
| Norvégia           | VG Nett                   | 1                |
| Lengyelország      | Oficjalna Lista Sprzedaży | 1                |
| Portugália         | AFP                       | 2                |
| Szlovénia          | SLO/TOP/30                | 1                |
| Dél-Afrika         | Musiek                    | 14               |
| Spanyolország      | PROMUSICAE                | 1                |
| Svédország         | Sverigetopplistan         | 1                |
| Svájc              | Media Control Europe      | 1                |
| Törökország        | Media Control Europe      | 6                |
| Egyesült Államok   | OCC                       | 1                |
| Egyesült Államok   | Billboard 200             | 1                |
| Egyesült Államok   | Billboard                 | 1                |
| Egyesült Államok   | Billboard Top Rock Albums | 1                |